# Die Tat des Andreas Harmer
Die Tat des Andreas Harmer ist ein später österreichischer Stummfilm, der im Polizeimilieu spielt. Unter der Regie von Alfred Deutsch-German spielen Oskar Marion und Attila Hörbiger die beiden Hauptrollen.

## Handlung
Der junge Andreas Harmer, dessen Schwester Emilie als Erzieherin der kleinen Fritzi Valentin im Hause des angesehenen Hofrats Othmar Valentin angestellt ist, wurde dank der Protektion des Hofrats von der Wiener Polizei übernommen. Immer wieder besucht Andreas seine Schwester in der Villa des Hofrats. Dabei fallen ihm zwei Brüder, Roberto und Alonso Gomez, auf, die im Untergeschoss des Herrenhauses wohnen. Die beiden südländischen Finsterlinge fürchten nicht zu Unrecht, dass sich die Anwesenheit eines Polizisten bald störend auf ihr kriminelles Tun auswirken könnte, denn bei den spanischen Gesellen handelt es sich um skrupellose Geldfälscher. Ihnen angeschlossen hat sich eine gewisse Manuela Cortez, der nunmehr die Aufgabe zukommt, Andreas Harmer um den Finger zu wickeln und notfalls auch zu verführen, um festzustellen, was dieser im Schilde führt und ihn von weiteren „Schnüffeleien“ abzuhalten. Da Harmer jedoch gegenüber dieser Dame standhaft bleibt, hat Alonso einen anderen Plan ausgetüftelt. Man müsse unbedingt Emilie Harmer und somit auch ihren Bruder aus dem Hause loswerden.
Daraufhin wird die kleine Fritzi Valentin entführt, was ein schlechtes Licht auf die Aufmerksamkeit ihrer Erzieherin Emilie werfen soll. Gesagt – getan. Doch nun hat man das kriminalistische Gespür des Jungpolizisten Harmer geweckt, der mithilfe seines Polizeihundes Lux das kleine Mädchen in den unterirdischen Kanälen Wiens aufspürt. Jetzt dreht Harmer so richtig auf und will unbedingt die Hintermänner der schrecklichen Tat aufspüren. Rasch kommt er den drei Spaniern auf die Spur, doch die haben bereits Vorkehrungen getroffen, und schalten Andreas aus, indem sie ihn niederschlagen und verknoten. Mittels Television haben die Gangster die gesamte Valentin-Villa unter visuelle Kontrolle gebracht und zeigen dem gefesselten Polizisten, dass sie mittels Gaseinleitung alle Hausbewohner zu vergiften gedenken – die junge Paula Enzesfelder, Harmers Herzdame, inklusive. Harmer kann sich jedoch befreien und mit seinem Dienstrevolver die Verbrecher solange in Schach halten, bis seine Kollegen von der Kriminalpolizei anrücken. Die Valentins sind gerettet, Andreas erhält seine Herzdame und überdies eine unvorhergesehene, dienstliche Beförderung.

## Produktionsnotizen
Die Tat des Andreas Harmer entstand 1929/30 in Wien. Der Film mit einer Länge von 6 Akten, verteilt auf etwa 2700 Metern Länge, lief im Februar 1930 in Anwesenheit des österreichischen Bundeskanzlers Johann Schober an. Massenstart war am 7. März desselben Jahres.
Moritz Grünstein und E. Morvay waren Produktionsleiter. Emil Stepanek gestaltete die Filmbauten. J. A. Vesely übernahm die Aufnahmeleitung.

## Kritiken
Die Österreichische Film-Zeitung schrieb: „Das in den Hauptrollen … ganz ausgezeichnet gespielte Werk übt bis zur letzten Szene die spannendste Wirkung aus. In einer Zeit, in der der gute, stumme Film so rar geworden ist, ist es jedenfalls sehr zu begrüßen, daß in Oesterreich mit „Die Tat des Andreas Harmer“ ein wirklich guter stummer Film geschaffen wurde“.
Auf stummfilm.at ist zu lesen: „Im Kino von 1930 macht ein ehemals Arbeitsloser Karriere. Er nährt die Vision einer allumfassenden Ordnung in Zeiten der Unübersichtlichkeit und wirtschaftlichen Krise.“